# Newberg, Oregon
Newberg là một thành phố trong Quận Yamhill, tiểu bang Oregon, Hoa Kỳ. Thành phố này được vị trưởng bưu điện đầu tiên của thị trấn, Sebastian Brutscher, đặt tên theo thành phố quê nhà của ông ở Đức là Neuberg. Một trong các con đường hiện tại của thành phố được đặt tên ông là đường Brutscher. Theo Điều tra Dân số Hoa Kỳ năm 2000, thành phố có tổng dân số là 18.064. Ước tính năm 2006 là 20.570 cư dân.

## Lịch sử
Newberg là cộng đồng đầu tiên tại Oregon tổ chức các buổi lễ Hội Thân hữu Tôn giáo. Cộng đồng được tổ chức thành một thành phố năm 1889. Tờ báo của thị trấn, The Newberg Graphic, được thiết lập cùng năm đó. Học viện Thái Bình Dương, sau đó đổi tên thành Đại học George Fox, được Hội Thân hữu Tôn giáo thành lập năm 1891. Đại học George Fox là một đại học Kitô hữu về nhân văn, khoa học, và nghiên cứu nghiệp vụ, được U.S. News & World Report xếp loại cao trong số các đại học vùng miền tây Hoa Kỳ. Khung viên đại học nằm giữa thành phố, bao quanh bởi các ngôi nhà của trường đại học làm chủ.
Herbert Hoover đến thành phố này năm 1885 lúc 11 tuổi sống với người chú sau khi cha mẹ ông qua đời. Ngôi nhà bây giờ đã trở thành viện bảo tàng có tên Ngôi nhà Hoover-Minthorn.
Thành phố này trước đây là thành phố không rượu bia, có nghĩa là không có chất rượu cồn đã được phép bán trong nội giới thành phố, có lẽ vì nó có liên quan đến Hội Thân hữu Tôn giáo xưa kia. Mặc dù bây giờ rượu cồn được cho phép trong nội giới thành phố, và các giáo sư và sinh viên tốt nghiệp Đại học George Fox có được tự do đôi chút với rượu cồn, những sinh viên chưa ra trường vẫn được trông mong là đừng có đụng đến.
Năm 2005, Hội đồng thành phố Dundee đã bỏ phiếu bãi bỏ sở cảnh sát và ký hợp đồng phục vụ với Sở Cảnh sát Newberg. Sau khi Hội đồng thành phố Newberg chấp thuận hợp đồng, sở cảnh sát đổi tên thành Sở Cảnh sát Newberg-Dundee. Mỗi thành phố vẫn giữ nguyên sở cứu hỏa của mình.

## Địa lý
Newberg nằm ở vị trí 45°18′18″B 122°58′2″T / 45,305°B 122,96722°TĐã đưa tham số không hợp lệ vào hàm {{#coordinates:}} (45.304950, -122.967360).1 Nó nằm trên Xa lộ Tiểu bang Oregon 99W, khoảng 20 dặm về phía tây nam thành phố Portland, Oregon.
Theo Cục Điều tra Dân số Hoa Kỳ, thành phố có tổng diện tích là 13,0 km² (5,0 mi²). Độ cao trung bình là 176 ft.

## Những nơi lý thú
- Ngôi nhà Hoover-Minthorn, nhà lúc ấu thơ của Tổng thống Hoa Kỳ Herbert Hoover
- Đại học George Fox
- Công viên Lịch sử Ewing Young